# Gołębnik

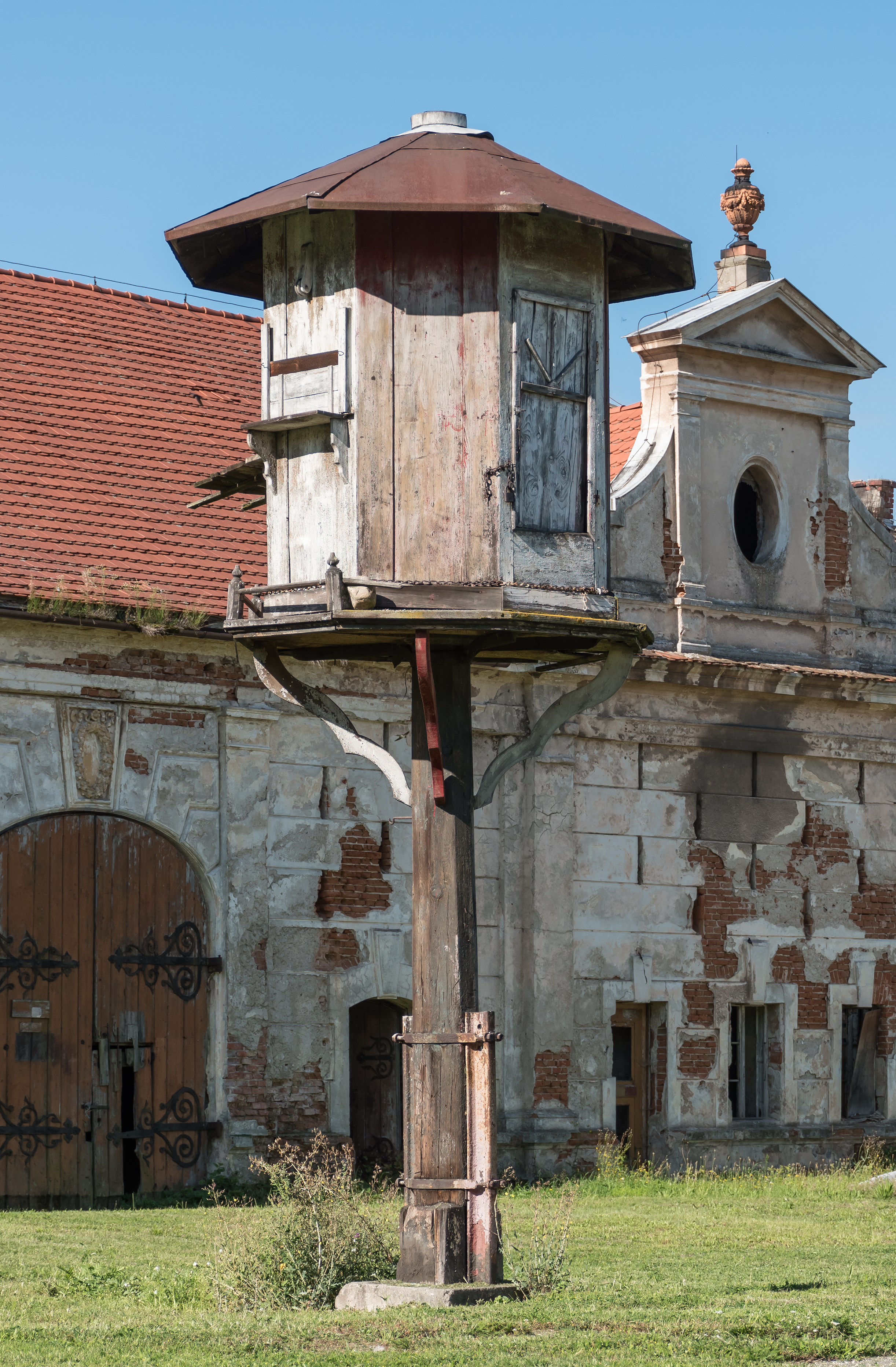
Zabytkowy gołębnik przy folwarku w Żelaźnie

Gołębnik – niewielki budynek gospodarczy (inwentarski) służący hodowli i przetrzymywaniu gołębi.
Pierwotnie gołębie hodowano przede wszystkim na mięso. Wznoszono dla nich wieże (niektóre z nich zachowane są do dziś), w których osiedlały się i żywiły samodzielnie, czemu sprzyjał łagodny klimat śródziemnomorski. Ludzie podbierali im jaja i pisklęta, ale gołębie szybko przystępowały do kolejnego rozrodu.
Obecne gołębniki mają głównie za zadanie zapewnić gołębiom bezpieczeństwo i chronić przed drapieżnikami, np. jastrzębiami. Często łączone są z wolierami. Prawidłowo wykonany obiekt winien być suchy i zapewniać ptakom dobrą wentylację. Jest wyposażony w karmniki, a czasem także w monitoring wizyjny.